# Grammetal
Die Gemeinde Grammetal ist eine Landgemeinde im thüringischen Landkreis Weimarer Land, die zum 31. Dezember 2019 durch den Zusammenschluss der neun Mitgliedsgemeinden der Verwaltungsgemeinschaft Grammetal entstanden ist.

## Geografie
Grammetal liegt zwischen der Landeshauptstadt Erfurt im Westen und Weimar im Osten am Südrand des Thüringer Beckens. Das Gemeindegebiet steigt im Wesentlichen von Nord nach Süd an, allerdings gehören im Nordosten auch Randlagen des Ettersbergs zur Gemeinde. Die tiefsten Punkte liegen nördlich und westlich von Niederzimmern auf 193 Meter und steigen am Ettersberg bis 445 Meter bzw. südöstlich von Eichelborn bis auf 469 Meter an. Bei Nohra entspringt die namensgebende Gramme, ein Nebenfluss der Unstrut.
Die Gemeinde Grammetal besteht aus den 16 Ortschaften Bechstedtstraß, Daasdorf a. Berge, Eichelborn, Hayn, Hopfgarten, Isseroda, Mönchenholzhausen, Niederzimmern, Nohra, Obergrunstedt, Obernissa, Ottstedt a. Berge, Sohnstedt, Troistedt, Ulla und Utzberg.
Neben den kreisfreien Städten Erfurt im Westen und Weimar im Osten grenzt Grammetal an drei Gemeinden im Landkreis Weimarer Land: Am Ettersberg im Norden, die Stadt Bad Berka im Südosten und an Klettbach im Südwesten.

## Geschichte

### Gründung der Landgemeinde
2007 beschlossen die Gemeinden Bechstedtstraß, Isseroda, Hopfgarten, Niederzimmern, Nohra und Ottstedt a.B. einen Zusammenschluss zum 1. Januar 2009, was Nohra zum 27. März 2008 wieder zurücknahm, weil die Gemeinde ihr Ortsteilrecht nicht aufgeben wollte. 2011 begannen neue Verhandlungen, die 2013 scheiterten. Die 2016 geänderte Thüringer Kommunalordnung war Anlass, einen neuen Anlauf zur Gemeindefusion zu starten, bei dem die Gemeinderäte von acht Gemeinden der Bildung einer Landgemeinde zustimmten. Lediglich vom Gemeinderat von Mönchenholzhausen wurde eine Eingemeindung nach Erfurt vorgesehen, die in einem Bürgerentscheid am 23. September 2018 knapp mit 568 zu 536 Stimmen gekippt wurde. Eine Anfrage aus Weimar zu Gebietsfragen wurde nicht angenommen.
Das Thüringer Gesetz zur freiwilligen Neugliederung kreisangehöriger Gemeinden im Jahr 2019 sah die Auflösung der Verwaltungsgemeinschaft Grammetal und den Zusammenschluss ihrer neun Mitgliedsgemeinden Bechstedtstraß, Daasdorf a. Berge, Hopfgarten, Isseroda, Mönchenholzhausen, Niederzimmern, Nohra, Ottstedt a. Berge und Troistedt vor. Das Gesetz wurde am 12. September 2019 vom Landtag angenommen und trat am 31. Dezember 2019 in Kraft.

### Einwohnerentwicklung
In der nachstehenden Tabelle ist die Entwicklung der Einwohnerzahl seit der Gründung der Landgemeinde 2019 dargestellt. Ermittelt wurden die Werte jeweils zum Stichtag 31. Dezember.
| Jahr | Einwohner |
| ---- | --------- |
| 2019 | 6519      |
| 2020 | 6509      |
| 2021 | 6506      |
| 2022 | 6507      |
| 2023 | 6467      |
| 2024 | 6437      |

## Politik

### Gemeinderat
Bis zum Zusammentritt des neuen Gemeinderates nach der Wahl im Juli 2020 bestand der Gemeinderat von Grammetal mit 76 Mitgliedern aus allen ehemaligen Gemeinderäten der neun Gründungsgemeinden.
Der Gemeinderat mit 20 Mitgliedern wurde in der neu gegründeten Gemeinde erstmals am 19. Juli 2020 gewählt. Am 26. Mai 2024 fand dann die nächste reguläre Kommunalwahl statt. Diese Wahl führte zu folgendem Ergebnis (mit den Vergleichszahlen der vorigen Wahl):
| Partei / Liste                         | 2024          | 2024   | 2020          | 2020   |
| Partei / Liste                         | Stimmenanteil | Sitze  | Stimmenanteil | Sitze  |
| Christlich Demokratische Union (CDU)   | 25,5 %        | 5      | 16,2 %        | 3      |
| Die Linke                              | –             | –      | 04,7 %        | 1      |
| Freie Wähler Grammetal                 | 41,5 %        | 8      | 42,7 %        | 9      |
| Wählergemeinschaft Landleben Grammetal | 27,5 %        | 6      | 25,8 %        | 5      |
| Freie Wählergemeinschaft Daasdorf      | 05,5 %        | 1      | 03,6 %        | 1      |
| Freie Wähler OES*                      | –             | –      | 06,4 %        | 1      |
| F-F Troistedt                          | –             | –      | 00,5 %        | 0      |
| Wahlbeteiligung                        | 71,4 %        | 71,4 % | 53,7 %        | 53,7 % |

* Freie Wähler Obernissa, Eichelborn und Sohnstedt

### Bürgermeister
Nach der Neugründung von Grammetal leitete zunächst Alexandra Seelig als „Beauftragte der Gemeinde Grammetal“ die Gemeinde.
Bei der Wahl zum hauptamtlichen Bürgermeister am 19. Juli 2020 konnte keiner der drei Bewerber die absolute Mehrheit erreichen, bei der Stichwahl am 2. August 2020 setzte sich Roland Bodechtel (CDU) mit 52,3 % der abgegebenen gültigen Stimmen durch.

## Wirtschaft und Infrastruktur

### Verkehr
Bedingt durch die zentrale Lage innerhalb der Thüringer Städtekette ist Grammetal verkehrstechnisch gut erschlossen. Durch das Gemeindegebiet führen die A 4 mit den Anschlussstellen Erfurt-Vieselbach und Nohra und nördlich parallel dazu die Bundesstraße 7. Im östlichen Gemeindegebiet verläuft zusätzlich die Bundesstraße 85 (Weimar–Saalfeld/Saale). Im Westen gehören Teile der Autobahn, der B 7 und der Landesstraße 1056 zum Erfurter Ring.
Die Bahnstrecke Halle–Bebra quert das Gemeindegebiet, einen Haltepunkt gibt es in Hopfgarten. Im Südosten verläuft außerdem die Bahnstrecke Weimar–Kranichfeld mit einem Haltepunkt in Obergrunstedt.

### Wasserver- und Abwasserentsorgung
Der überwiegende Teil der Landgemeinde Grammetal wird vom Wasserversorgungszweckverband Weimar mit Trinkwasser versorgt. Lediglich Mönchenholzhausen wird von der ThüWa GmbH, einem Tochterunternehmen der Stadtwerke Erfurt, mit Trinkwasser versorgt.
Die Abwasserbeseitigungspflicht wurde bis Ende des Jahres vom Abwasserverband Grammetal sowie der Landgemeinde Grammetal wahrgenommen. Seit dem 1. Januar 2022 ist die Gemeinde Grammetal Mitglied im Zweckverband der Abwasserentsorgung und Wasserversorgung „JenaWasser“.

## Nachweise
1. ↑  Bevölkerung der Gemeinden vom Thüringer Landesamt für Statistik (Hilfe dazu).
2. ↑  Information zur Landgemeinde Grammetal auf www.vg-grammetal.de, abgerufen am 16. Oktober 2019
3. ↑  Landgemeinde Grammetal – Darstellung wesentlicher Veränderungen ab dem 01.01.2020 auf www.vg-grammetal.de, abgerufen am 16. Oktober 2019
4. ↑  Antrag auf Bildung einer freiwilligen Gemeindestruktur nach § 46 Abs. 1 ThürKO i.d.F. vor der Änderung durch das Thüringer Gebietsreform-Vorschaltgesetz i.V.m. dem Leitbild „Zukunftsfähiges Thüringen“ auf www.vg-grammetal.de, abgerufen am 16. Oktober 2019
5. ↑  Einwohner überstimmen Gemeinderat – Mönchenholzhausen will nicht zu Erfurt auf www.thueringer-allgemeine.de vom 24. September 2018, abgerufen am 16. Oktober 2019
6. ↑  Jens Lehnert: Grammetal gibt Weimar einen Korb auf www.thueringer-allgemeine.de vom 27. April 2019, abgerufen am 16. Oktober 2019
7. ↑  Thüringer Gesetz zur freiwilligen Neugliederung kreisangehöriger Gemeinden im Jahr 2019 und zur Anpassung gerichtsorganisatorischer Vorschriften im Thüringer Gesetz- und Verordnungsblatt Nr. 11/2019 vom 18. Oktober 2019, S. 385 ff., abgerufen am 22. Oktober 2019
8. ↑  Gemeinde Grammetal, Bevölkerung nach Geschlecht. Thüringer Landesamt für Statistik, abgerufen am 21. Juni 2025.
9. ↑  Thüringer Landesamt für Statistik: Wahlen in Thüringen, Gemeinderatswahl 2024 in Thüringen, Grammetal. Abgerufen am 1. Oktober 2024.
10. ↑  Thüringer Landesamt für Statistik: Bürgermeisterwahlen in Thüringen, Gemeinde Grammetal. Abgerufen am 8. August 2020.
11. ↑  Verbandsgebiet des Wasserversorgungszweckverbands Weimar (Memento des Originals vom 8. November 2021 im Internet Archive)  Info: Der Archivlink wurde automatisch eingesetzt und noch nicht geprüft. Bitte prüfe Original- und Archivlink gemäß Anleitung und entferne dann diesen Hinweis.
12. ↑  Liste der Trinkwasserverorger im Landkreis Weimarer Land
13. ↑  Pressemitteilung JenaWasser vom 12. Oktober 2021